# Olga Kennard
Olga Weisz, coneguda pel seu nom de casada Olga Kennard, OBE, FRS (Budapest, 23 de març de 1924 - 2 de març de 2023) va ser una científica britànica especialitzada en cristal·lografia i fundadora del Cambridge Crystallographic Data Centre.
Les seves investigacions es van centrar en determinar les estructures de molècules orgàniques, incloent les primeres estructures tridimensionals del trifosfat d'adenosina i particularment les diferents formes d'ADN.

Juntament amb John Desmond Bernal, creia en el valor de la recollida de dades científiques en un arxiu central, per la qual cosa va començar la Cambridge Structural Database (CSD), que recopila estructures de cristalls de molècules principalment orgàniques. Kennard també va participar, a CSD, en la fundació del Protein Data Bank i de la biblioteca de dades de seqüències de nucleòtids EMBL (posteriorment European Nucleotide Archive).

## Primers anys i educació
Kennard va néixer a Budapest, Hongria, filla de Joir i Catherina Weisz, i es va traslladar al Regne Unit als 15 anys amb la seva família davant d'un creixent antisemitisme a Hongria. Al Regne Unit, va ser educada a la Hove County School for Girls i a la Prince Henry VIII Grammar School a Evesham. Va assistir al Newnham College de Cambridge, on va estudiar ciències naturals en un moment en què les dones no rebien formalment un títol. Va obtenir un mestratge en arts el 1948 i un doctorat en ciències el 1973.

## Carrera

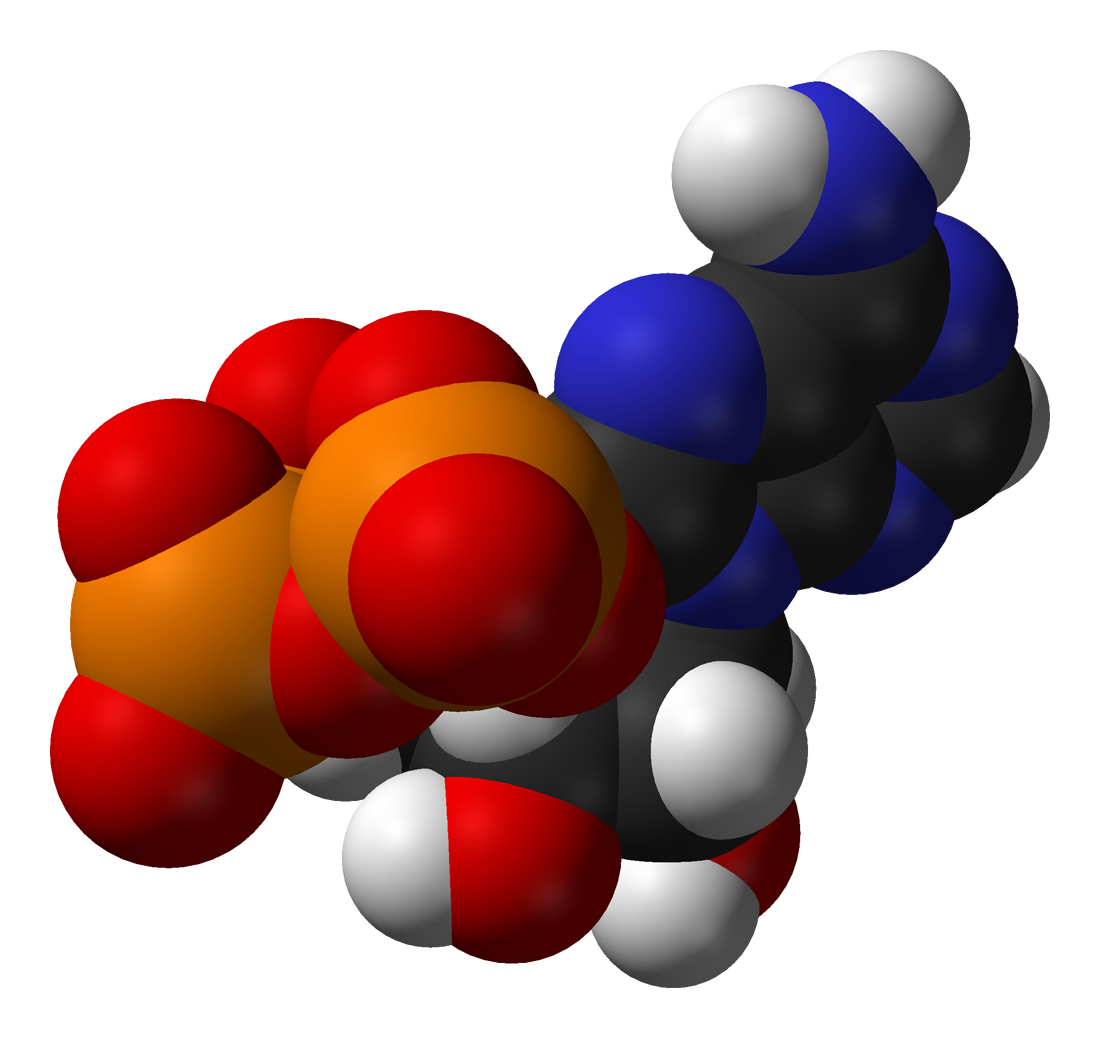
ATP, molècula d'importància biològica l'estructura de la qual fou elucidada per Olga Kennard i els seus col·laboradors el 1970

Després dels seus estudis, Kennard va treballar com a assistent de recerca al laboratori Cavendish, Cambridge, entre 1944 i 48, i va treballar amb Max Perutz en l'estructura de l'hemoglobina. Després d'això, es va traslladar a Londres, i va treballar a la Unitat de Recerca en Visió del Medical Research Council RC de 1948-1951. En aquesta tasca, va estudiar la rodopsina i la vitamina A amb Hamilton Hartridge. Posteriorment, va ser assistent de recerca, i va establir un laboratori cristal·logràfic al National Institute for Medical Research del Medical Research Council. El 1961 Kennard va tornar a treballar a Cambridge (on vivia mentre treballava a Londres) al departament de química de la Universitat de Cambridge per crear una unitat de cristal·lografia. Va romandre en aquest departament fins a la jubilació. Durant la seva carrera ha produït més de 200 treballs científics i ha escrit diversos llibres.
Kennard és coneguda habitualment com a fundadora de la Cambridge Structural Database i primera directora (entre 1965-1997) del Cambridge Crystallographic Data Centre (CCDC). El recurs va néixer de la seva creença que "l'ús col·lectiu de dades portaria al descobriment de nous coneixements que transcendirien els resultats dels experiments individuals".
Kennard va rebre un nomenament especial del MRC entre 1974 i 1989 i fou professora visitant a la Universitat de Londres entre 1988 i 1990.

## Honors i premis
Fou elegida Fellow de la Royal Society in 1987 i fou guardonada amb l'OBE "pels seus serveis a la recerca científica sobre l'estructura de les molècules biològiques" el 1988. En reconeixement de la seva feina, es va crer la Beca de Recerca Kennard en cristal·lografia, administrada per la Royal Society.
El 1993 va ser elegida membre de l'Academia Europaea
El 2003 la Universitat de Cambridge la va convertir en doctora en dret honoris causa

## Vida personal
Es va casar dos cops. El seu primer marit fou David Kennard, amb qui va estar casada entre 1948-1961 i va tenir dues filles. Sir Arnold Burgen, el seu segon marit, era professor de farmacologia a Cambridge i president fundador de l'Academia Europaea.
Després de la seva jubilació, Kennard fou nomenada fideïcomissària del Museu Britànic el 2004, càrrec que va ocupar fins al 2012.
Era aficionada a l'arquitectura i vivia en una casa considerada "monument classificat", dissenyada per l'arquitecte danès Erik Sorensen.
La National Portrait Gallery guarda el seu retrat.
L'actriu anglesa Rachel Weisz és neboda seva.